# Abarth 695 Tributo Ferrari
Abarth 695 Tributo Ferrari — спортивный автомобиль на базе Fiat 500, выпускавшийся итальянским автопроизводителем Fiat Automobiles под брендом Abarth с 2009 по 2011 год.

## Описание
Abarth 695 Tributo Ferrari является ограниченной серией автомобилей Abarth. Первоначально планировалось выпустить 1696 экземпляров по базовой цене 42007 евро. Всего выпущено 1649 экземпляров.
Обивка сидений из углеродного волокна. Зеркала заднего вида с карбоновым покрытием, а фары — ксеноновые.

## Технические характеристики
Abarth 695 Tributo Ferrari оснащён рядным четырёхцилиндровым 1,4-литровым бензиновым двигателем с турбонаддувом Garrett мощностью 132 кВт (180 л. с.) и крутящим моментом 250 Н·м при 3000 об/мин. Двигатель сочетается в паре с полуавтоматической трансмиссией, которая управляется с помощью подрулевых переключателей. Выброс углекислого газа 155 г/км. Рейтинг эффективности CEE-F5. 